# 上田清
上田 清（うえだ きよし、1951年〈昭和26年〉9月11日 - ）は、日本の政治家、教師。奈良県大和郡山市長（7期）。父親は奈良県知事を3期務めた上田繁潔。

## 来歴
奈良県奈良市出身。奈良市立椿井小学校、奈良女子大学文学部附属中学校・高等学校卒業。1975年、京都大学文学部卒業、同年4月、奈良県立郡山高等学校教諭となる。1988年（昭和63年）4月、教育の現場から離れ、奈良県教育委員会事務局学校教育課指導主事に就任。1997年（平成9年）4月、同課課長補佐に昇進。
1999年（平成11年）11月7日に行われた奈良県知事選挙に立候補するも柿本善也に敗れ、落選。
2001年（平成13年）6月17日に行われた大和郡山市長選挙に立候補し、元県議の小泉米造、元市議の吉兼和子らを破り初当選した。7月7日、市長就任。2013年（平成25年）、4選。2017年（平成29年）、5選。2021年（令和3年）、6選。2025年（令和7年）、7選。

## 市政
- 2019年（令和元年）11月28日、LGBTなど性的少数者のカップルが婚姻に相当する関係にあると認める「パートナーシップ宣誓制度」を、2020年（令和2年）4月に導入する方針を明らかにした[8]。